# 甲府市立舞鶴小学校
甲府市立舞鶴小学校（こうふしりつ まいづるしょうがっこう）は、山梨県甲府市にある公立小学校。

## 概要
- 本校は、甲府市が進める小学校の適正規模化によって、甲府市立相生小学校・甲府市立穴切小学校・甲府市立春日小学校が統廃合され平成17年に設立された。

## 沿革
- 2005年（平成17年）
  - 4月1日 - 開校。ただし、校舎増改築の関係で、校舎はこの時点では統合せず、相生・穴切の2校舎の体制でスタートした。
  - 4月6日 - 甲府市総合市民会館にて、開校式と第1回入学式を挙行した。最初の新入生は47名。この47名を含め、全校児童371名でスタートを切った。
  - 12月9日 - 校歌完成。穴切校舎にて本校校歌を作詞・作曲した宮沢和史（THE BOOMのヴォーカリスト）を迎え、「校歌発表会」を行った。
- 2006年（平成18年）
  - 3月22日 - 完成した新校舎体育館において、第1回卒業式を挙行。最初の卒業生は両校舎合わせて72名。
  - 4月 - 旧春日小学校校舎の増改築工事が終わり、移転。これをもって、名実共に完全統合。

## 教育目標
- 有能で品位ある子ども

## 学校周辺
甲府市中心部に位置する
- 丸の内公園
- 山梨県庁
  - 防災新館
- 甲府市役所
- 甲府宝郵便局
- ファミリーマート甲府丸の内三丁目店
- 山梨県警察本部

## アクセス
- JR東日本中央本線・JR東海身延線甲府駅（南口）から、徒歩約635m・約10分。
- 山梨交通
  - 「丸の内3丁目」バス停から、徒歩約455m・約7分。
  - 「ダイタビル前」バス停から、徒歩約285m・約5分。